# Sertralina
Sertralina (łac. sertralinum) – organiczny związek chemiczny, lek przeciwdepresyjny z grupy SSRI, stosowany w leczeniu zaburzeń depresyjnych, zaburzeń obsesyjno-kompulsyjnych, oraz zespołu lęku napadowego, zespołu lęku pourazowego i zespołu lęku społecznego.
Należy do najczęściej stosowanych antydepresantów i leków psychiatrycznych w USA.

## Mechanizm działania
Sertralina silnie hamuje wychwyt zwrotny serotoniny (Ki = 3,3 nM). Dawka zaledwie 9 mg wystarcza, aby zahamować zwrotny wychwyt serotoniny w 50%. W przypadku dawek stosowanych zazwyczaj, sertralina blokuje około 85% transportera serotoniny.
Uważa się, że zahamowanie wychwytu zwrotnego serotoniny nasila przekaźnictwo serotoninergiczne, co wiąże się z działaniem przeciwdepresyjnym leku.
Sertralina hamuje także, bardzo słabo, wychwyt zwrotny dopaminy (Ki = 315 nM).
Lek ten wykazuje powinowactwo do receptora σ1 szacowane na około 5% powinowactwa do transportera serotoniny (jak dotąd nie wiadomo, czy działa na ten receptor jako agonista czy antagonista). Sertralina blokuje także receptor adrenergiczny α1, kilkadziesiąt razy słabiej niż hamuje zwrotny wychwyt serotoniny.

## Farmakodynamika i farmakokinetyka
Lek wchłania się powoli po podaniu doustnym, osiągając maksymalne stężenie we krwi po 5–6 godzinach od chwili podania. Z białkami osocza wiąże się obficie, bo w około 98,5%.
Lecznicze działanie leku objawia się zwykle po około 2 tygodniach stosowania, nie powoduje on uzależnienia. Mimo to powinien być odstawiany stopniowo.
Sertralina, jako jedyny SSRI, nie powoduje wzrostu poziomu prolaktyny we krwi (najprawdopodobniej ze względu na swe dodatkowe działanie dopaminergiczne), co ma swoje znaczenie kliniczne (znikome ryzyko zaburzeń hormonalnych, zdarzających się niekiedy podczas leczenia lekami SSRI, spowodowanych wzrostem poziomu serotoniny wobec poziomu dopaminy – dopamina hamuje wydzielanie prolaktyny).
Czas biologicznego półtrwania leku jest porównywalny z długością doby, co umożliwia stosowanie jednej dawki dziennie. Sertralina jest metabolizowana w wątrobie do aktywnego metabolitu demetylosertraliny (norsertraliny), która także wykazuje minimalne działanie przeciwdepresyjne (jest około 50-krotnie słabszym SSRI niż sertralina) i ma dłuższy okres półtrwania niż sertralina. Demetylosertralina może być metabolizowana przez enzym monoaminooksydazę, jednak nie stwierdzono dotąd, jakoby taki metabolizm tego leku zachodził in vivo.
Lek wydziela się do mleka matki i przenika przez barierę łożyska.

## Dawkowanie
Lek można przyjmować z posiłkiem lub poza posiłkami.
Dawka zwykle wynosi od 25 mg/dobę do maksymalnie 200 mg/dobę.
W przypadku pominięcia dawki pacjent powinien ją całkowicie pominąć i przyjąć następną w odpowiednim czasie. Nie należy zażywać dawki podwójnej w celu uzupełnienia pominiętej.

## Interakcje
Sertralina jest metabolizowana przez szereg enzymów z rodziny cytochromu P450: CYP2B6, CYP2D6, CYP2C19, CYP2C9, a także CYP3A4. Spośród wymienionych, lek ten hamuje średnio silnie enzymy CYP2B6 i CYP2D6, a także nieznacznie (w stopniu wykluczającym interakcję) enzymy CYP2C9 i CYP2C19. Enzymów CYP3A4 i CYP1A2 nie hamuje wcale.
Sertralina hamuje ważny enzym CYP2D6 znacznie słabiej niż pozostałe leki SSRI – jest najsłabszym inhibitorem tego enzymu wśród tej grupy leków, nie licząc fluwoksaminy pozbawionej wpływu na enzym CYP2D6. Niemniej zaobserwowano, zależne od stosowanej dawki, obniżenie stężenia metabolitów leków metabolizowanych przez CYP2D6 i CYP2B6.
Dodatkowo, sertralina średnio silnie hamuje enzym CYP2B6. Na działanie enzymu CYP3A4 praktycznie nie wpływa.
Nie stwierdzono farmakokinetycznej interakcji sertraliny z alkoholem, aczkolwiek nie zaleca się spożywania alkoholu podczas terapii (dotyczy to zresztą wszystkich niemal leków). Potencjalnie, etanol może wzmóc metabolizm sertraliny poprzez indukcję enzymu CYP2B6.
Należy zasięgnąć porady lekarza jeśli pacjent przyjmuje:
- inhibitory monoaminooksydazy (jak np. selegilina lub fenelzyna) – mogą wystąpić poważne reakcje prowadzące nawet do zgonu, dlatego należy odczekać co najmniej 2 tygodnie od przyjęcia ostatniej dawki inhibitora MAO
- inne leki z grupy SSRI (po odstawieniu większości należy odczekać co najmniej kilka dni, a po odstawieniu fluoksetyny (Prozac, Andepin) – nawet 5–7 tygodni)
- leki z grupy TLPD (po odstawieniu większości należy odczekać co najmniej kilka dni)
- pimozyd – lek stosowany w schizofrenii i psychozach
- dekstrometorfan – lek na kaszel
- petydynę, tramadol – leki przeciwbólowe o właściwościach serotoninergicznych (ryzyko wystąpienia drgawek lub zespołu serotoninowego)
- węglan litu stosowany w chorobie afektywnej dwubiegunowej
- sumatryptan – stosowany w migrenowych bólach głowy
- niesteroidowe leki przeciwzapalne (ibuprofen, diklofenak, kwas acetylosalicylowy, dipirydamol, tyklopidyna) – mogą powodować krwawienie
- warfaryna – lek rozrzedzający krew
- tolbutamid – stosowany w cukrzycy
- fenytoina – stosowany w padaczce
- niektóre antybiotyki (erytromycyna, ryfampicyna) – zmniejszają stężenie sertraliny w osoczu
- zolpidem – lek nasenny
- cymetydyna – stosowany w zgadze
- dziurawiec zwyczajny – może powodować nasilenie się objawów serotoninowych, gdyż słabo hamuje monoaminooksydazę.

Także należy poinformować lekarza, jeśli pacjent ma zaburzenia krzepnięcia krwi lub nieprawidłowe krwawienia.
Sertralina, podobnie jak wszystkie leki z grupy SSRI oraz TLPD, po przewlekłym (co najmniej kilkunastodniowym) podawaniu drastycznie spłyca mentalne efekty psychodelików serotoninergicznych (jak np. tryptaminy, lizergamidy włącznie z LSD, wielopodstawione fenetylaminy), a u części osób nawet zupełnie je znosi. Efekty fizjologiczne (pobudzenie, rozszerzenie źrenic, podwyższenie ciepłoty ciała) są również spłycone, ale zauważalne.
Natomiast w przypadku podania środków psychodysleptycznych wraz z sertraliną (lub dowolnym innym SSRI) w okresie pierwszych kilku tygodni leczenia, występuje podwyższone ryzyko groźnego zespołu serotoninowego i nasilone pobudzenie psychoruchowe.

## Działania niepożądane
Częste: nieznaczne pobudzenie, senność, drżenia mięśniowe, zaburzenia popędu płciowego i funkcji seksualnych u mężczyzn – (obniżenie popędu, zmniejszenie ogólnej wrażliwości na bodźce seksualne, opóźniona ejakulacja, PSSD), mrowienie, drętwienie, gwałtowne ruchy także o charakterze skręcającym, zaburzenia widzenia, bóle w klatce piersiowej, kołatania serca, nudności / mdłości, suchość w jamie ustnej, biegunka, niestrawność, bóle brzucha, wymioty, zaparcia, wysypka, nieregularne miesiączki, nadmierna potliwość, zawroty głowy, bezsenność / nadmierna senność / dziwaczne sny, bóle głowy / migrena, niepokój, zmniejszone łaknienie przyjmujące czasem postać jadłowstrętu i w wyniku tego utrata masy ciała, osłabienie i uczucie zmęczenia.
Niezbyt częste: zwiększone łaknienie / zwiększenie masy ciała, mania / hipomania / euforia (przesadne uczucie optymizmu, radości), nasilenie leczonej depresji, omamy, rozszerzenie źrenic, podwyższone ciśnienie krwi, omdlenia, przyśpieszona czynność serca, obrzęki dłoni i stóp, nieprawidłowe wyniki badań czynnościowych wątroby, zaburzenia krzepnięcia krwi – objawy to: zasinienie skóry, wypadanie włosów, świąd, bóle stawów, potrzeba częstego oddawania moczu, gorączka.
Rzadkie: nieprawidłowe wyniki badania krwi (wydłużony czas krwawienia, małopłytkowość, zmniejszone stężenie sodu), powiększenie sutków i mlekotok u kobiet i mężczyzn, agresywne zachowania, stany splątaniowe lub psychotyczne, trudności w osiągnięciu wzwodu i wytrysku oraz zahamowanie orgazmu, bolesny wzwód, koszmary senne, utrata przytomności, niekontrolowane skurcze mięśni, akatyzja, drgawki, dzwonienie w uszach, skurcz oskrzeli, krwawienia z żołądka, zapalenie trzustki, zapalenie wątroby i żółtaczka, nadwrażliwość na światło słoneczne, krwawienia z pochwy, niemożność oddawania moczu, obecność krwi w moczu, reakcje alergiczne – wysypka, świąd, zaczerwienienie, obrzęk (także powiek lub warg), nagłe wystąpienie świszczącego oddechu (u osób uczulonych na lek).
W ciągu kilku pierwszych tygodni leczenia może wystąpić nasilenie się myśli samobójczych i zachowań buntowniczych szczególnie u młodzieży.
Objawy w przypadku nagłego odstawienia leku: zawroty głowy, zaburzenia czucia (parestezje i uczucie wstrząsu elektrycznego), zaburzenia snu (bezsenność lub intensywne sny), pobudzenie / niepokój, nudności / wymioty, drżenie, splątanie, pocenie się, bóle głowy, biegunka, kołatania serca, niestabilność emocjonalna, drażliwość, zaburzenia widzenia, nasilenie napadów u chorych na padaczkę.
Objawy odstawienia utrzymują się przeciętnie 2 tygodnie, u nielicznych pacjentów okres ten przechodzi w miesiące. Dlatego lek należy odstawiać stopniowo, a okres i tempo zmniejszania dawki dostosowywać do objawów pacjenta.
Sertralina nie powoduje obniżenia sprawności psychomotorycznej. Kierowanie pojazdów powinno być skonsultowane z lekarzem z uwzględnieniem innych przyjmowanych leków.

## Preparaty
Preparaty sertraliny dopuszczone do obrotu w Polsce:
z pozwoleniem bezterminowym:
- ApoSerta – tabletki powlekane, 50/100 mg – Apotex Europe B.V.
- Asentra – tabletki powlekane, 50/100 mg – Krka d.d., Novo Mesto
- Asertin (x) – tabletki powlekane, (x) = 50/100 mg – Biofarm Sp. z o.o.
- Miravil – tabletki powlekane, 50/100 mg – Orion Corporation
- Sertagen – tabletki powlekane, 50/100 mg – Mylan Ireland Limited
- Sertralina Krka – tabletki powlekane, 50/100 mg – Krka, d.d., Novo mesto
- Sertranorm – tabletki powlekane, 50/100 mg – +pharma arzneimittel GmbH
- Setaloft (x) mg – tabletki powlekane, (x) = 50/100 mg – Actavis Group PTC ehf.
- Stimuloton – tabletki powlekane, 50 mg – Proterapia Sp. z o.o.
- Zoloft (preparat oryginalny) – tabletki powlekane, 50/100 mg – Pfizer Europe MA EEIG
- Zotral – tabletki powlekane, 50/100 mg – Zakłady Farmaceutyczne POLPHARMA S.A.

bez pozwolenia bezterminowego:
- Sastium – tabletki powlekane,  mg – Accord Healthcare Polska Sp. z o.o.
- Sertraline Aurovitas – tabletki powlekane,  mg – Aurovitas Pharma Polska Sp. z o.o.